# تدليك بالعسل

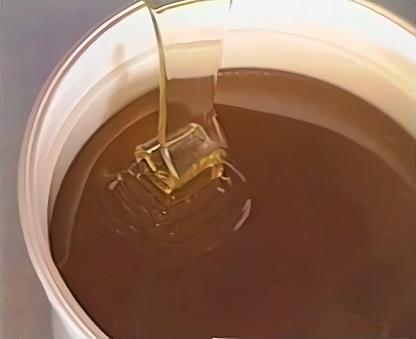

يعتبر التدليك بالعسل نوع من أنواع تدليك الأنسجة اللينة. اعتماداً على هذه التقنية ، هذا النوع من التدليك يكون غاية في الاسترخاء أو مؤلماً قليلاً. قبل التدليك بالعسل، يجب أن يتأكد معالج التدليك من أن المريض لا توجد عنده حساسية العسل من العسل. المدة الفعلية يعتمد على نوع وجودة العسل.